# Tchien-kung kchaj-wu

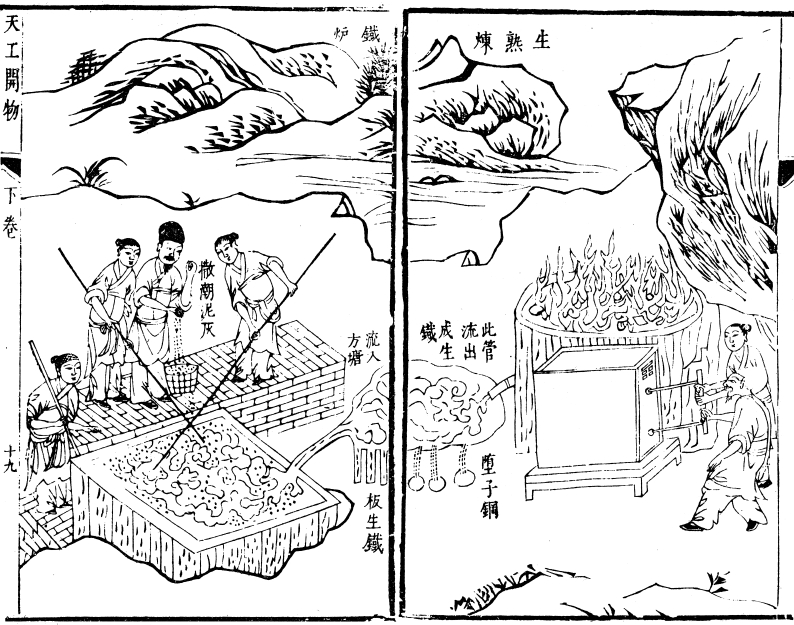
Vlevo pudlování, vpravo havíři u vysoké pece. Ilustrace encyklopedie Tchien-kung kchaj-wu, 1637

Tchien-kung kchaj-wu (čínsky pchin-jinem Tiāngōng kāiwù, znaky zjednodušené 天工开物, tradiční 天工開物, česky Zužitkování děl přírody) je čínská technická encyklopedie publikovaná roku 1637. Je nejvýznamnějším dílem čínského učence Sung Jing-singa.
Encyklopedie popisuje širokou škálu nejrůznějších mechanismů, strojů a pomůcek používaných v tehdejší Číně, to jest v říši Ming. Vypočítává nejrůznější mechanické a hydraulické stroje používané v zemědělství a zavlažování, plavební technologie včetně typů lodí a potápěčského vybavení, postupy výroby hedvábí a tkaní látek, stejně jako produkci cukru a soli, metalurgické znalosti, výrobu střelného prachu, používaného mimo jiné k výrobě námořních min. Nezanedbává ani popis těžby rud a výroby kovů.
Encyklopedie sestává z osmnácti částí, které popisují:
1. zemědělství, zavlažování a vodní stavby,
2. hedvábnictví a textilní technologie,
3. historii zemědělství a mlynářství,
4. výrobu soli,
5. výrobu cukru,
6. výrobu keramiky,
7. metalurgii bronzu,
8. dopravní techniku, lodě a povozy,
9. metalurgii železa,
10. nakládání s uhlím, kyselinou sírovou, sírou a arsenem,
11. oleje,
12. výrobu papíru,
13. metalurgii stříbra, olova, mědi, cínu a zinku,
14. vojenskou techniku,
15. rtuť,
16. inkoust,
17. kvašené nápoje,
18. perly a nefrit.[12]

Vzhledem k zaměření na techniku a výrobu, vzdálenému tradičním tématům konfuciánské literatury, dílo v tehdejší Číně nevzbudilo větší zájem, nicméně dochovalo se v Japonsku. Až v 50. letech 20. století byl jeden výtisk objeven i v Číně. Faksimile díla bylo publikováno roku 1959, encyklopedie byla přeložena do moderní čínštiny, japonštiny, angličtiny, francouzštiny, němčiny a ruštiny.